# Trend Micro

Trend Micro Deutschland: Ehemaliger Firmensitz in Unterschleißheim

Die Trend Micro Incorporated (jap. トレンドマイクロ株式会社, torendo maikuro kabushiki-gaisha) ist ein international agierender japanischer Anbieter von Software und Dienstleistungen im Bereich Cybersicherheit.
Das 1988 gegründete Unternehmen unterhält Niederlassungen in 65 Ländern und gilt seit 2010 als Weltmarktführer für Serversicherheit.

## Geschichte
Trend Micro wurde 1988 in Kalifornien von dem gebürtigen Taiwaner Steve Chang gegründet und brachte im Jahr 1990 das erste eigene Virenschutzprogramm auf den Markt. Nach der Übernahme einer japanischen Softwarefirma wurde der Hauptsitz 1992 nach Tokio verlegt.
Im Jahr 1992 schloss Trend Micro eine Kooperationsvereinbarung mit Intel und konnte auf diese Weise seine Virenschutzsoftware für LAN-Umgebungen unter der Marke Intel vertreiben. 1993 bündelte das US-amerikanische Unternehmen Novell diese Software mit ihrem eigenen Netzwerk-Betriebssystem.
2004 übergab der damalige Chief Executive Officer Steve Chang die Geschäftsführung an Eva Chen, Mitgründerin von Trend Micro. Trend Micro war der erste Hersteller (2004) eines plattformunabhängigen Online-Scanners.
Ab 2004 wurden bei Hotmail E-Mails und E-Mail-Anhänge durch Trend Micro statt McAfee nach Viren durchsucht, was den Bekanntheitsgrad der Firma erhöhte.
Im April 2005 wurden durch eine fehlerhafte Virenbeschreibungsdatei (sog. „pattern file“) von Trend Micro in Japan Computerpannen größeren Ausmaßes verursacht. Durch die Zeitverschiebung war der Schaden in Europa relativ gering, da eine fehlerfreie Patterndatei innerhalb weniger Stunden bereitgestellt worden war.
2005 kaufte Trend Micro den Antispyware-Hersteller Intermute sowie den IP-Filter-Spezialisten Kelkea und integrierte deren Technik in die eigenen Produkte. Im Jahr 2009 kamen der kanadische Sicherheitsanbieter Third Brigade, im Jahr 2012 der taiwanische Hersteller Broadweb sowie im Jahr 2015 die HP-Tochter Tipping Point hinzu. Nicht zuletzt durch diese Übernahmen verschob sich der Fokus von Trend Micro zunehmend vom klassischen Virenschutz auf die Entwicklung cloudbasierter Sicherheitstechnik.
Die deutsche Niederlassung von Trend Micro wurde 1996 gegründet und befindet sich seit 2019 in Garching b. München. Das Unternehmen ist Mitglied der Business Software Alliance.

### Zusammenarbeit mit Interpol
Trend Micro arbeitet seit 2013 mit Interpol zur Bekämpfung von Cyberkriminalität zusammen. Seit September 2014 besteht eine offizielle Partnerschaft, in deren Rahmen das Unternehmen der internationalen Polizeibehörde seine Datenbasis zur Bedrohungsanalyse zur Verfügung stellt. Die aus der Kooperation resultierende Festnahme eines nigerianischen Cyberkriminellen erfuhr im Juni 2016 internationale Aufmerksamkeit.

## Produkte
Der Schwerpunkt von Trend Micro liegt heute auf Sicherheitssoftware für Unternehmen, die als Cybersicherheitsplattform Trend Vision One vermarktet wird. Zu den Modulen der Plattform zählen Sicherheitslösungen für E-Mail, Endpunkte und Server, Cloud, Netzwerke, Daten und Identitäten sowie Fähigkeiten für Extended Detection and Response und Angriffsflächen-Risikomanagement. (Stand Februar 2025)
Die Produkte basieren auf der globalen Bedrohungsforschung und Telemetriedaten (Big Data) des Unternehmens, wofür Daten aus der ganzen Welt erfasst, verknüpft und analysiert werden. Dabei kommen u. a. Maschinenlernalgorithmen und künstliche Intelligenz zum Einsatz.

## Aktie
Außerbörslich wurden die Aktien des Unternehmens bereits seit August 1998 in Tokio gehandelt (sogenannter OTC-Handel). Der Börsengang an der Tokioter Börse unter der Kennnummer 4704 erfolgte zwei Jahre später. Die Aktien des Unternehmens sind im Nikkei 225 gelistet.